# Markus Edler
Markus Edler (* 23. Jänner 1983) ist ein ehemaliger österreichischer Fußballspieler auf der Position eines linken Abwehrspielers. Zurzeit ist er Trainer in der steirischen Oberliga und besitzt die A-Lizenz. Während seiner aktiven Zeit spielte er unter anderem beim FC Gratkorn in der zweitklassigen österreichischen Ersten Liga.

## Karriere
Edler begann seine Karriere in den Jugendmannschaften des ASK Köflach, bei dem er bis 2006 spielte. In diesem Jahr wechselte er zu TSV Hartberg, bei dem er in 29 Ligaspielen zwei Treffer erzielte. Nur ein Jahr später, im Jahre 2007, transferierte Edler von den Oststeirern in die Obersteiermark zur Kapfenberger SV. Mit den Kapfenbergern wurde er in der Spielzeit 2007/08 Meister der Red Zac-Ersten Liga, doch stieg er nur kurze Zeit nach diesem Triumph bei den Kapfenbergern, bei denen er zu 17 Einsätzen kam, aus, um zum FC Gratkorn zu wechseln. Bei den Gratkornern kam es zu 41 Einsätzen, davon 38 Ligaspiele, sowie drei ÖFB-Cup-Spiele, bei denen er insgesamt drei Treffer erzielte. Der studierte Sportwissenschaftler war zuletzt als Verteidiger für den ASK Voitsberg aktiv, entschloss sich nun aber für eine Laufbahn als Trainer beim USV Mooskirchen in der Oberliga.

## Erfolge
- 1 × Österreichischer Zweitligameister: 2007/08 (Erste Liga)